# Processo Kroll
O processo Kroll na indústria metalúrgica é um processo utilizado para obter titânio metálico.  Foi inventado em  1940 por William Justin Kroll que substituiu  o método Hunter para toda a produção comercial. Em 1945 o processo Kroll foi modificado para produzir zircônio.
O minério mais puro do titânio, rutilo (ou o mais impuro ilmenita), é combinado com coque de petróleo  e clorado num reator de cama fluida a 100°C obtendo um produto de aspecto esponjoso, impuro, contendo tetracloreto de titânio (TiCl4),  também conhecido como "tickle". 
O  TiCl4 obtido é purificado através de contínuos processos de destilação fracionada. Os problemas neste estágio relacionam-se com a formação dos cloretos TiCl2 e TiCl3.
Em um reator separado, o TiCl4 é reduzido de magnésio líquido (15-20 excesso%) em 800-850 ° C.